# 비치크래프트

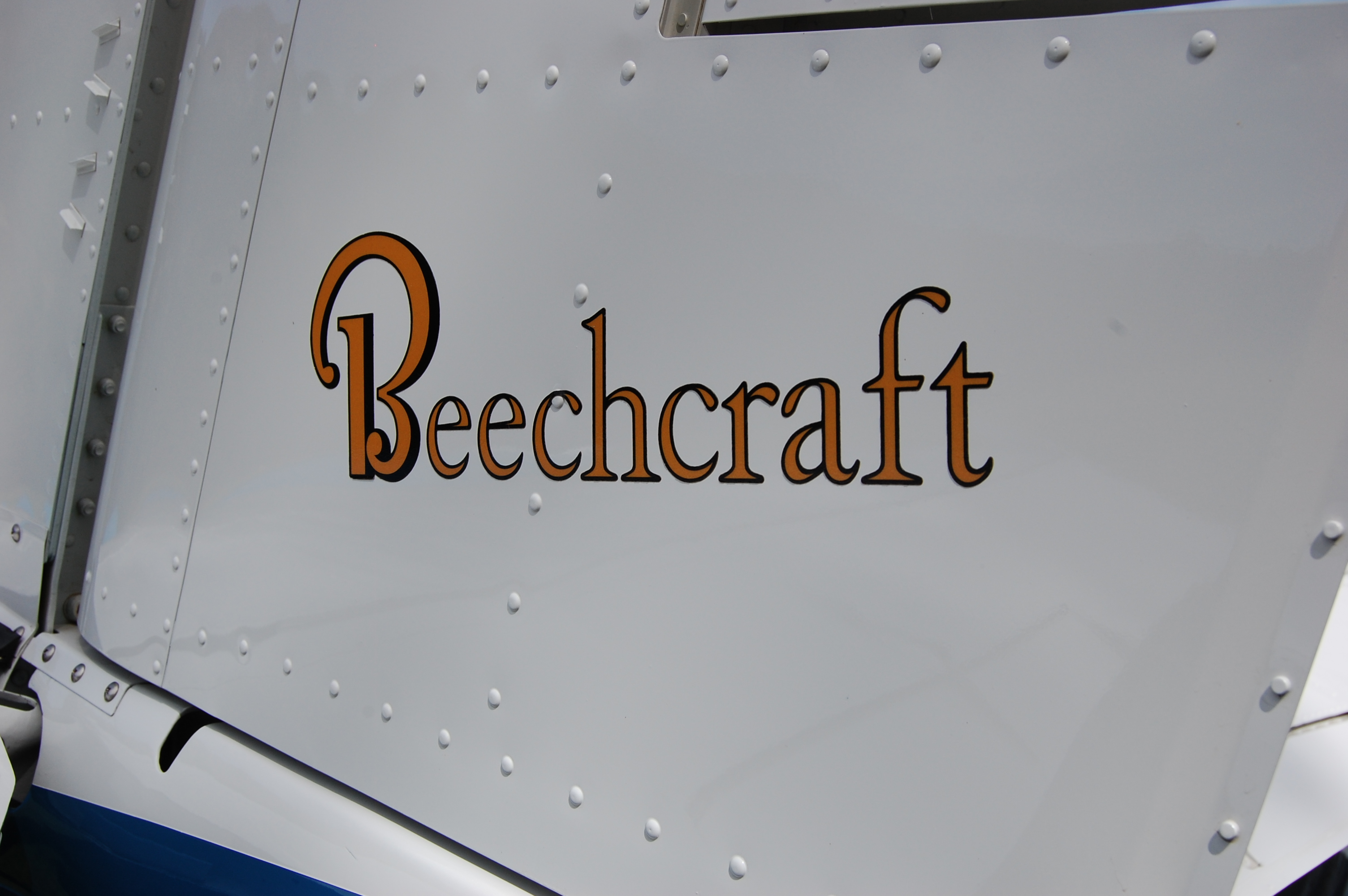

비치크래프트(Beechcraft)는 텍스트론 항공(Textron Aviation)의 비행기 브랜드 이름이다. 항공기 제작사인 비치 에어크래프트사(Beech Aircraft Corporation)의 브랜드이기도 했다.